# Jupiter Jones

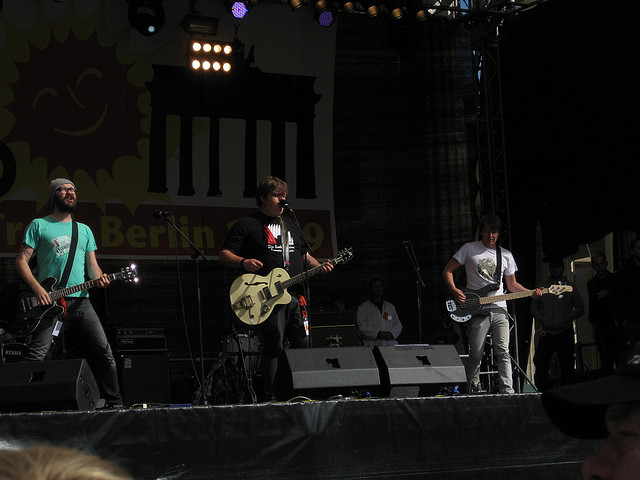
Jupiter Jones (2009)

Jupiter Jones ist eine Band aus der Eifel, die 2011 durch den Titel Still einem größeren Publikum bekannt wurde und einen Echo Pop erhielt.

## Geschichte
Die im Herbst 2002 auf einer Party in der Eifel gegründete Band benannte sich nach dem jugendlichen Detektiv Jupiter Jones (im Deutschen Justus Jonas) aus der englischsprachigen Originalversion der Buch- und Hörspielreihe Die drei ???. Typisch für die Band sind die deutschen Texte. Jupiter Jones veröffentlicht beim bandeigenen Label Mathildas und Titus Tonträger, das ebenfalls nach Figuren aus Die drei ??? benannt ist.
Die erste Demo, Auf das Leben, wurde bereits im Gründungsjahr aufgenommen und im Internet zum Download angeboten. In der Folge waren sie unter anderem als Vorgruppe für Muff Potter, die Donots und The (International) Noise Conspiracy aktiv. Im November 2003 erreichten sie den zweiten Platz beim Rockbuster-Newcomercontest des Landes Rheinland-Pfalz, der vom SWR-Radiosender Dasding präsentiert wird. Den ersten großen eigenständigen Auftritt spielte Jupiter Jones 2004 auf dem Southside Festival. Im Oktober des gleichen Jahres erschien das Debüt-Album Raum um Raum, dessen Titel Reiß die Trauer aus den Büchern 2005 auf Platz 1 der Newcomersendung Netzparade des Radiosenders Dasding gewählt wurde.
2007 erschien das zweite Album Entweder geht diese scheussliche Tapete – oder ich. In Zusammenarbeit mit dem Goethe-Institut spielte Jupiter Jones im gleichen Jahr eine 10-tägige Tour in Bulgarien. Im Jahr darauf folgte ein Festivalauftritt in Ankara vor etwa 7000 Zuschauern. 2008 gab man ein Unplugged-Konzert im Kapuzinerkloster Cochem, das unter dem Titel … Leise sowohl als DVD als auch als Album erschien. 2009 war die Band eine der „Talents“ in der Förderung der Volkswagen Sound Foundation. Seitdem gehört sie zur sogenannten Sound Foundation Family. In diesem Jahr erschien auch das dritte Studioalbum Holiday in Catatonia, auf dem Jana Pallaske als Gastsängerin zu hören ist.
Im August 2010 unterschrieb die Band einen Vertrag bei Columbia Berlin (Sony). Mathildas und Titus Tonträger bleibt als Label jedoch weiterhin beteiligt. Das erste Album auf dem Major-Label erschien am 25. Februar 2011 unter dem Titel Jupiter Jones und beinhaltet zwölf Titel, darunter die Singleauskopplung Still, die als CD am 4. März erschien, aber bereits zuvor auf der Website der Band in zwei Versionen als Video zu sehen war (Original-Video und Live-Akustik-Auftritt in der ARD). Es gibt zu Still auch ein offizielles Musikvideo, und im April 2011 hatten Jupiter Jones in einer Folge von Hand aufs Herz einen Auftritt mit dem Lied. Still wurde im April 2011 und für das ganze Jahr 2011 zum meistgespielten deutschsprachigen Lied im deutschen Radio. In dem Text des Liedes beschrieb Nicholas Müller, wie er erst später erklärte, sein Erleben nach dem frühen Krebstod seiner Mutter.
Im Mai und Juni 2011 trat die Band beim Schlossgrabenfest in Darmstadt sowie auf dem Hurricane- und dem Southside-Festival auf. Am 15. Juni 2011 sang und spielte die Gruppe live im Sat.1-Frühstücksfernsehen ihr Lied Immer für immer, das sie am 1. Juli 2011 auch in der Sendung on tape bei ZDFkultur präsentierte und bereits am 12. März 2011 für die Radio Bremen-Sendung Buten un Binnen aufgeführt hatte. Am 29. September 2011 traten sie mit dem Song beim Bundesvision Song Contest für Rheinland-Pfalz an und belegten den sechsten Platz.
Am 5. Oktober 2012 erschien in den Niederlanden eine niederländischsprachige Coverversion des Liedes Still der zeeländischen Band Bløf unter dem Namen Zo stil. Die Coverversion belegte Platz 14 der niederländischen Charts.
Im Oktober 2013 veröffentlichte Jupiter Jones ihr sechstes Album Das Gegenteil von Allem. Als erste Single wurde am 27. September 2013 das Lied Rennen + Stolpern veröffentlicht, das sich am 11. Oktober 2013 in den Charts platzieren konnte. Mit der Veröffentlichung des neuen Albums sollte vom 7. März 2014 bis 26. April 2014 die Das-Gegenteil-von-Allem-Tour 2014 einhergehen. Am 3. März wurden aber alle Konzerte abgesagt, da Sänger Nicholas Müller an Angststörungen litt. Am 14. Mai 2014 gab die Gruppe über Facebook bekannt, dass wegen Müllers Krankheit die Band mit einem neuen Sänger fortgeführt werden solle. Ein Freund der Band, Svaen Lauer von Caracho, wurde als neuer Sänger vorgestellt.
Im Juli 2014 erschien das noch mit Nicholas Müller aufgenommene Live-Album Glory.Glory.Hallelujah, auf dem Titel aller vorhergehenden Alben enthalten sind. Des Weiteren wurde für den Sommer desselben Jahres die erste Single gemeinsam mit Lauer angekündigt und Planungen an einem neuen Album kundgetan.
Mit dem Lied Plötzlich hält die Welt an trat Jupiter Jones am 20. September 2014 erneut für Rheinland-Pfalz beim Bundesvision Song Contest 2014 an und erreichte diesmal den zweiten Platz.
Die Formation veranstaltete jedes Jahr ein Sommer- und ein Jahresabschlusskonzert. In der Regel fanden die Sommerkonzerte in Trier im ExHaus, die Jahresabschlusskonzerte in Köln in verschiedenen Locations, beispielsweise im Gloria-Theater und in der Live Music Hall, statt. Dabei erhielten Newcomer wie The Bandgeek Mafia die Gelegenheit, vor einem größeren Publikum zu spielen.
Im November 2017 kündigte man die Auflösung an; einige Konzerte sollten trotzdem noch stattfinden. Ihren letzten Festival-Gig hatte die Band am 19. August 2018 in Karben beim Karben Open Air Festival. Das letzte Konzert spielten Jupiter Jones am 1. September 2018.
Drummer Hont wurde später Mitglied der Black-Metal-Band Desaster. Klaus Hoffmann wurde Teil der Band Trixsi.
Nachdem der ehemalige Sänger der Band, Nicholas Müller, nach seinem Ausscheiden von 2015 bis 2019 mit Tobias Schmitz als von Brücken aufgetreten war, erfolgte im Januar 2021 die Neugründung von Jupiter Jones. Offizielle Mitglieder der Band sind seit der Neugründung nur noch Nicholas Müller und Sascha Eigner, die jedoch bei Live-Auftritten von anderen befreundeten Musikern unterstützt werden.
Am 29. Januar 2021 erschien mit Überall waren Schatten die erste Single seit dem Comeback. Das Album Die Sonne ist ein Zwergstern, das über eine Crowdfunding-Kampagne finanziert wurde, ist am 30. Dezember 2022 erschienen.
Im Jahr 2021 unterstützte die Band das Bürgerbegehren zur Wiederbelebung des Trierer Jugend- und Jugendkulturzentrums Exzellenzhaus (kurz: eXhaus) des Aktionsbündnis eXhaus bleibt!

## Diskografie
Studioalben

| Jahr | Titel Musiklabel                                                                       | Höchstplatzierung, Gesamtwochen, AuszeichnungChartplatzierungen (Jahr, Titel, Musiklabel, Platzierungen, Wochen, Auszeichnungen, Anmerkungen) | Höchstplatzierung, Gesamtwochen, AuszeichnungChartplatzierungen (Jahr, Titel, Musiklabel, Platzierungen, Wochen, Auszeichnungen, Anmerkungen) | Anmerkungen                                                |
| Jahr | Titel Musiklabel                                                                       | DE | AT | Anmerkungen                                                |
| ---- | -------------------------------------------------------------------------------------- | --- | --- | ---------------------------------------------------------- |
| 2004 | Raum um Raum Go-Kart Records (SMD)                                                     | — | — | Erstveröffentlichung: 14. Oktober 2004                     |
| 2007 | Entweder geht diese scheußliche Tapete – oder ich Mathildas und Titus Tonträger (BSID) | — | — | Erstveröffentlichung: 8. Juni 2007                         |
| 2009 | Holiday in Catatonia Mathildas und Titus Tonträger (BSID)                              | DE97 (1 Wo.)DE | — | Erstveröffentlichung: 22. Mai 2009                         |
| 2011 | Jupiter Jones Four Music (Sony)                                                        | DE14 Gold · (34 Wo.)DE | AT18 (16 Wo.)AT | Erstveröffentlichung: 25. Februar 2011 Verkäufe: + 100.000 |
| 2013 | Das Gegenteil von Allem Four Music (Sony)                                              | DE5 (5 Wo.)DE | AT65 (1 Wo.)AT | Erstveröffentlichung: 11. Oktober 2013                     |
| 2016 | Brüllende Fahnen Four Music (Sony)                                                     | DE84 (1 Wo.)DE | — | Erstveröffentlichung: 25. März 2016                        |
| 2022 | Die Sonne ist ein Zwergstern Mathildas und Titus Tonträger (RTR)                       | DE3 (2 Wo.)DE | — | Erstveröffentlichung: 30. Dezember 2022                    |

## Auszeichnungen
- 2012: Echo Pop in der Kategorie Radio-ECHO für Still